# Windpark Hilsberg
Der Windpark Hilsberg oder auch Windpark Bad Endbach ist ein Windpark im deutschen Landkreis Marburg-Biedenkopf. Er befindet sich auf dem Gebiet der Gemeinde Bad Endbach. Er verfügt über fünf Windkraftanlagen des Typs Enercon E-101 und ist komplett in kommunalem Besitz.

## Planung und Bau

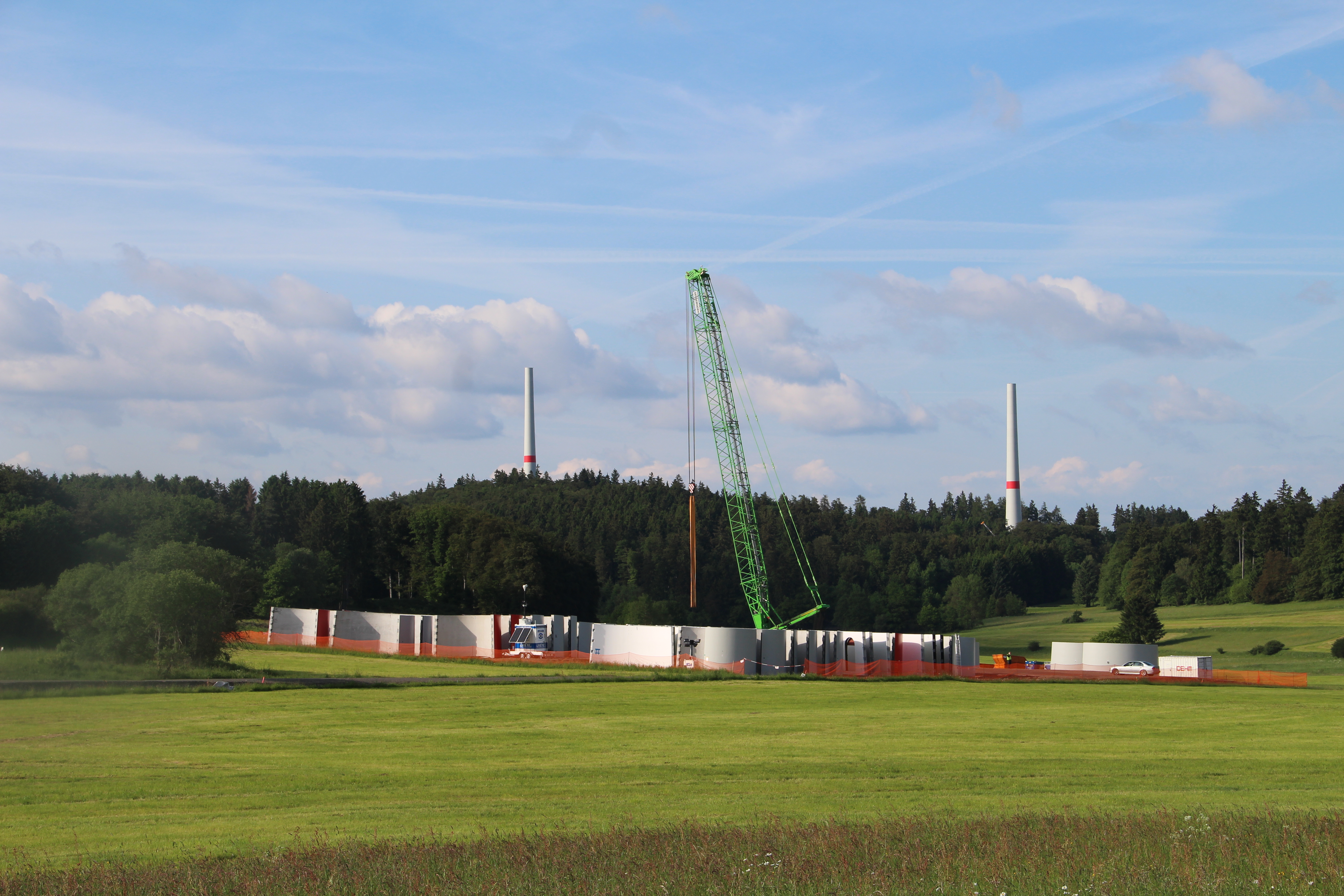
Im Vordergrund ein Lager mit Bauteilen – im Hintergrund zwei halbfertige Windräder (Mai 2014)

Im Jahr 2009 wurde in einer öffentlichen Sitzung zum Haushaltsplan erstmals das Projekt publik gemacht. Der Verwaltungsgerichtshof Kassel gab im Januar 2014 die Freigabe für den Bau des Windparks am Hilsberg.
Insgesamt wurden 23 Mio. Euro investiert.

## Betrieb
Mit diesem verfolgt die Gemeinde auch das Ziel bis zum Jahr 2020 mindestens 20 % des Stromes aus erneuerbaren Energien zu gewinnen und die Energieeffizienz um 20 % zu erhöhen. Das erste Betriebsjahr des Windparks leistete einen wesentlichen Beitrag dazu, dass sich Bad Endbach „Klimaschutzgemeinde“ nennen darf.

## Kritik
Die fünf Windkraftanlagen wurden entlang der Gemeindegrenze zu Dautphetal in der Nähe des Ortsteils Holzhausen errichtet. In Holzhausen gründete sich eine Bürgerinitiative gegen das Projekt.